# Tünel

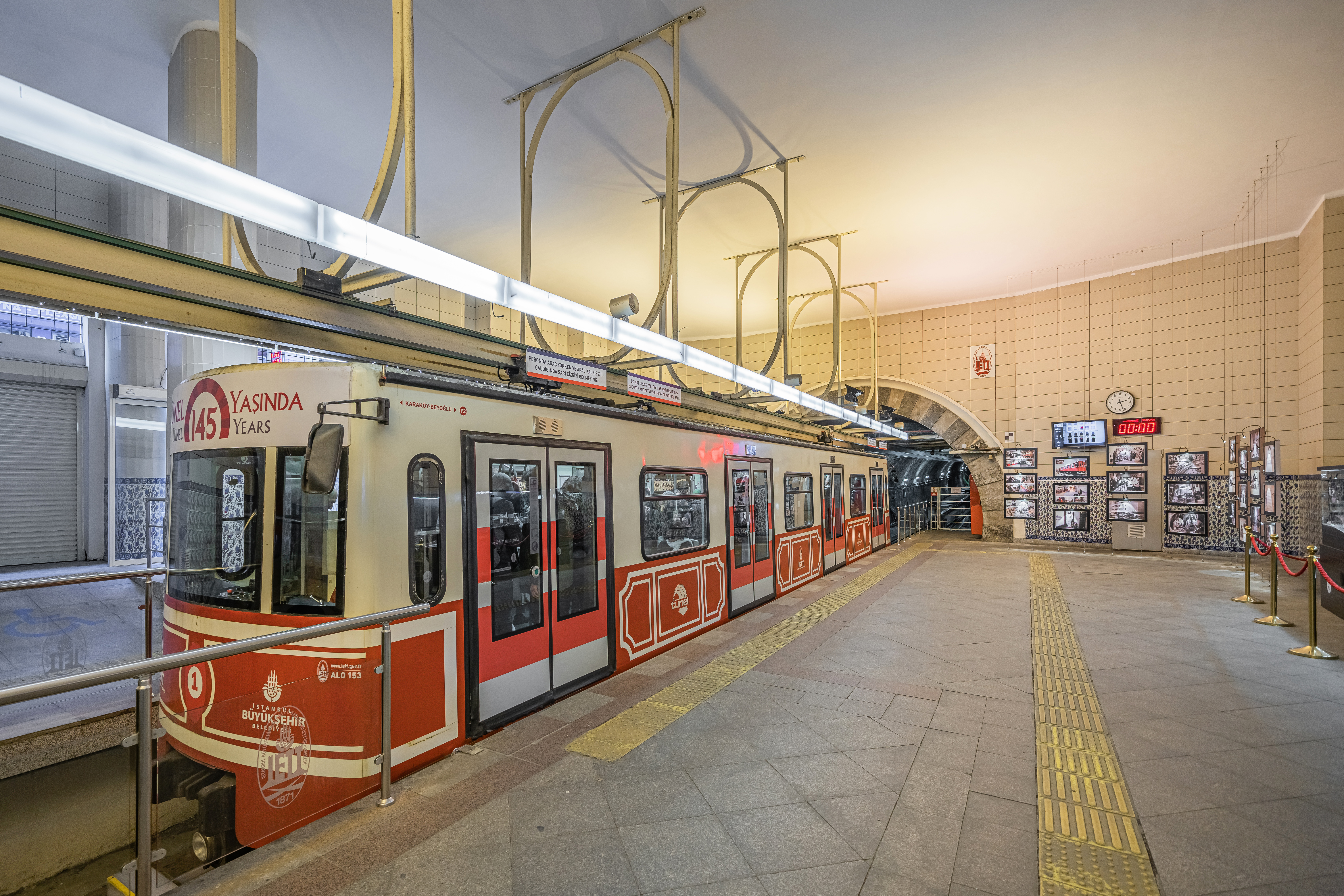
Tünel i Istanbul

Tünel är ett kort tunnelbanesystem i Istanbul, Turkiet, invigd 17 januari 1875. Den är världens näst äldsta tunnelbana, bara en mindre del av Londons tunnelbana är äldre. Tünel är fortfarande i drift. Banan är byggd som en bergbana och tjänar som förbindelse mellan stadsdelarna Karaköy och Beyoğlu. Detta gör den till Europas äldsta bergbana.
Banan är bara 573 m lång med en höjdskillnad på 61,55 m, och en tur från den ena änden till den andra tar 1½ minut.